# ورزشگاه کارلو اسپرونی
ورزشگاه کارلو اسپرونی (انگلیسی: Stadio Carlo Speroni) یک ورزشگاه چند منظوره در بوستو آرسیتسیو ایتالیا است؛ و تقریباً برای مسابقات فوتبال و زمین خانگی باشگاه فوتبال ارورا پرو پاتریا ۱۹۱۹استفاده می‌شود و گنجایش ۴۶۲۷ نفر را دارد و به یادبود دونده مسافت طولانی کارلو اسپرونی نام گذاری شده است.